# Cadeyrn Neville
Pour les articles homonymes, voir Neville.

a Compétitions nationales et continentales officielles uniquement.

b Matchs officiels uniquement.
Dernière mise à jour le 12 juillet 2024.
Cadeyrn Neville, né le 9 novembre 1988 à Manly (Australie), est un joueur de rugby à XV international australien évoluant au poste de deuxième ligne. Il joue avec la franchise des Brumbies en Super Rugby depuis 2020.

## Biographie

### Jeunesse et formation
Cadeyrn Neville est né à Manly, une station balnéaire de la banlieue de Sydney dans l'État de Nouvelle-Galles du Sud. Il est éduqué au Manly Selective Campus (en). Lors de son enfance il s'essaie à plusieurs sports, comme la natation et le surf, ainsi que le rugby à XIII. 
À l'âge de 14 ans, il passe des tests physiques auprès de la branche locale de l'Australian Institute of Sport, et il est dirigé vers l'aviron en raison de son potentiel athlétique. Il prend très au sérieux ce nouveau sport, et se met immédiatement à le pratiquer de façon intensive avec le club de Mosman (en). En plus des séances de musculations, il s'entraîne alors cinq fois par semaine, le matin avant l'école. Il participe à plusieurs régates en skiff avec son club, et remporte plusieurs titres régionaux. Il participe à son premier championnat national (en) à l'âge de 17 ans, et remporte la médaille d'argent dans la compétition junior.
Après le lycée, souhaitant poursuivre sa carrière dans l'aviron, il rejoint le centre de l'Australian Institute of Sport à Canberra. Il fait alors partie d'un programme visant à former un skiffeur en vue des Jeux olympiques 2012 de Londres. Il s'entraîne intensivement pendant un an, avant qu'une coupe budgétaire le force à rentrer à Sydney pour s'exercer seul avec le club de Mosman. En parallèle, il est contraint de trouver un emploi et commence un apprentissage en climatisation et réfrigération. Cependant, il peine à conjuguer sa vie sportive et professionnelle, et décide de mettre de côté l'aviron à la fin de la saison 2009.
Peu après l'arrêt de l'aviron, afin de garder une forme physique, il commence à jouer en 2009 au rugby à XV avec le club de Manly RUFC, alors qu'il est âgé de 21 ans. Son gabarit et ses capacités athlétiques font qu'il se spécialise au poste de deuxième ligne. Lors de sa première année, il joue avec les équipes réserves du club. Il pratique également le rugby à XIII pendant une saison, avec l'équipe réserve des Narraweena Hawks dans le championnat amateur de Manly-Warringah.
Neville fait ses débuts avec l'équipe première de Manly en Shute Shield en 2010, et alterne les matchs entre les équipes 1 et 2 du club lors de la saison,. Reconnu pour son potentiel, il a l'occasion de s'entraîner pendant quatre mois avec la franchise des Brumbies, ce qui lui permet de s'aguerrir dans un environnement professionnel. Il dispute ensuite une saison pleine avec Manly en 2011, ce qui lui ouvre les portes du rugby professionnel.

### Début de carrière aux Rebels
Cadeyrn Neville signe signe un contrat d'un an avec la franchise des Melbourne Rebels, pour la saison 2012 de Super Rugby. Il fait alors partie du « extended playing squad »,. Il fait sa première apparition avec sa nouvelle équipe lors de la tournée de préparation en Angleterre en août 2011, et un match contre Bath. Pas utilisé en début de saison de Super Rugby, il joue finalement son premier match le 4 mai 2012 contre les Bulls, et se fait remarquer par la qualité de sa performance. Il enchaîne ensuite les matchs jusqu'à la fin de saison, disputant un total de huit matchs, tous en tant que titulaire. Il prolonge ensuite son contrat pour une saison supplémentaire.
Après ses débuts prometteurs avec les Rebels, il est sélectionné au mois de juin 2012 avec l'équipe d'Australie par Robbie Deans en vue d'une série de test-matchs face au pays de Galles et l'Écosse. Cette sélection surprise, compte tenu de son inexpérience, est justifiée par son potentiel, et la volonté de renouveler un poste vieillissant,. Il n'est toutefois utilisé lors d'aucun des deux matchs. Par la suite, il n'est pas retenu pour le Rugby Championship 2012, mais il est convoqué à nouveau pour la tournée de novembre en Europe, en remplacement de Kane Douglas blessé. Une fois de plus, il ne joue aucun match.
Avec les Rebels, il s'impose lors de la saison 2013 comme un titulaire régulier en seconde ligne, malgré la concurrence de Hugh Pyle ou Luke Jones. Il voirt alors son contrat avec la franchise de Melbourne prolongé jusqu'en 2015.
Il fait son retour en sélection par Ewen McKenzie en juin 2014 à l'occasion d'un camps d'entraînement de dix jours, sans que cela ne débouche sur une sélection,.
Plus tard en 2014, il est retenu dans l'effectif de l'équipe des Melbourne Rising pour disputer la saison inaugurale de National Rugby Championship (NRC).
En 2015, il voit son temps de jeu baisser avec les Rebels (8 matchs, 2 titularisations), mais participe tout de même à un nouveau cap d'entrainement des Wallabies sous les ordres du nouveau sélectionneur Michael Cheika,.

### Passage raté dans le Queensland et exil au Japon
À la fin de son contrat aux Rebels, Cadeyrn Neville rejoint les Queensland Reds sur la base d'un contrat de deux saisons. Il compense alors le départ à l'étranger de James Horwill. Avant débuter avec les Reds, il rejoint l'équipe de Brisbane City pour la saison 2015 de NRC. Il prend une part intégrante au bon parcours de l'équipe, qui remporte le championnat. Lors de sa première saison avec les Reds, il profite d'une blessure de Kane Douglas pour engranger un temps de jeu conséquent,.
Après ces bon débuts, il rate sur blessure l'intégralité de la saison 2016 de NRC. Il ne dispute ensuite qu'une seule rencontre lors de la saison 2017 de Super Rugby, devant principalement se contenter de jouer avec le club amateur de Bond University en Queensland Premier Rugby,.
Laissé libre en 2017, il rejoint alors le club japonais des Toyota Industries Shuttles. Avec cette équipe, il joue deux saisons en Top League, puis une saison en Top Challenge League.

### Retour gagnant en Australie aux Brumbies
Après un passage de trois ans dans le championnat japonais, Cadeyrn Neville décide de faire son retour en Australie en 2020, et rejoint les Brumbies,. Il s'impose immédiatement comme un cadre de la franchise de Canberra, et prolonge son contrat pour deux saisons supplémentaires,. Au terme de sa première saison, il remporte le Super Rugby Australia avec son équipe, après une finale remportée face aux Queensland Reds,.
Ses bonnes performances en Super Rugby lui permettent, malgré son âge avancé (presque 32 ans), d'être convoqué à nouveau en équipe d'Australie par Dave Rennie pour le Rugby Championship 2020. Il remplace alors Lukhan Salakaia-Loto blessé. Il n'est cependant pas utilisé lors de la compétition.
L'année suivante, il dispute une nouvelle saison pleine avec les Brumbies, parvenant jusqu'en finale du Super Rugby AU où, à l'issue d'une finale identique à l'année précédente, son équipe s'incline et termine deuxième de la compétition,. Il manque ensuite le Super Rugby Trans-Tasman à la suite d'une blessure. Ces blessures l'écarte également de la sélection lors de l'année 2021.
Après une absence sur blessure de près de neuf mois, il fait retour à la compétition avec les Brumbies en février 2022. Il subit ensuite une autre blessure, qui l'écarte des terrains pendant deux mois. Après une bonne fin de saison avec les Brumbies, il voit son contrat prolongé pour une saison de plus.
En juin 2022, il est une nouvelle fois sélectionné avec les Wallabies afin de préparer la série de test-matchs contre l'Angleterre. Dix ans après sa première convocation en équipe nationale, Neville connaît sa première sélection à l'âge de 33 ans le 2 juillet 2022 lors du premier test-match face aux Anglais à Perth. Il devient alors le deuxième joueur le plus âgé à débuter avec les Wallabies depuis à la Seconde Guerre mondiale, derrière Tiaan Strauss et devant Josh Mann-Rea,.
En 2023, il produit une nouvelle solide saison de Super Rugby, et prolonge son contrat jusqu'en 2025. 
En sélection, il n'entre pas dans le plans du nouveau sélectionneur Eddie Jones, et ne fait pas partie du groupe australien retenu pour disputer la Coupe du monde en France,. Il représente toutefois l'équipe d'Australie A (en) (équipe nationale réserve) lors de l'été 2023, disputant deux matchs face aux Tonga et au Portugal,. 

## Palmarès
- Finaliste du Shute Shield en 2015 avec Manly.
- Vainqueur du National Rugby Championship en 2015 avec Brisbane City.
- Vainqueur du Super Rugby AU en 2020 avec les Brumbies.
- Finaliste du Super Rugby AU en 2021 avec les Brumbies.